# 蘇珊·戴貝尼
蘇珊·凱·戴貝尼（英語：Suzan Kay DelBene，婚前姓氏：Oliver，1962年2月17日—）是一位美国政治家和商人，曾是华盛顿州第一選區的聯邦眾議員，自2012年以来代表的國會選區。 
她是2010年華盛頓州第八國會選區議員的民主党候选人，并以些微优势输给了现任共和党候選人戴夫·雷徹特 。  2012年，华盛顿重新劃分第一區後，她擊敗共和党人John Koster ，贏得選舉， 同时她在2012年前的選區边界未作改劃前的第一区中，赢得了该任期的剩余任期的选举，補充該空缺的座位，接替辭職的杰伊·英斯利。
她是第三大意识形态核心小组新民主黨聯盟的主席。

## 外部連結
- C-SPAN內的頁面（英文）
- 蘇珊·戴貝尼在互联网电影资料库（IMDb）上的資料（英文）